# 1531
1531 (MDXXXI) var ett normalår som började en söndag i den julianska kalendern.

## Händelser

### Januari
- 26 januari - jordbävning i Portugal med efterskalv i åtta dagar.

### September
- 22 september – Laurentius Petri Nericus utnämns till Sveriges förste luthersk-evangeliske (protestantiske) ärkebiskop, vald utan påvens godkännande.
- 24 september – Gustav Vasa gifter sig med Katarina av Sachsen-Lauenburg.[1]

### Okänt datum
- Kristian II återvänder till Norge. Landet förklarar sin trohet till honom och utser hans son Hans till tronföljare. Gustav Vasa känner sig hotad och sätter upp försvarsställningar i Västergötland, Dalarna och Hälsingland. Kristian anfaller i stället Bohuslän. Han försöker också tränga in i Västergötland men misslyckas. Kristian kommer till Köpenhamn för att förhandla med Fredrik I sedan han lovats amnesti. Fredrik fängslar honom dock och han förs till Sönderborgs slott.
- Ett riksmöte hålls i Örebro. Där beslutas om att betala skuld till Lübeck med kyrkklockor.
- Tredje dalaupproret, Klockupproret, utbryter på grund av beslutet om kyrkklockorna. Upproret leds av Anders Persson till Rankhyttan med flera.
- Olaus Petri blir kungens kansler och skriver den första lutherska mässordningen Then swenska messan.
- Jürgen Wullenwever tar makten i Lübeck och söker stöd i de nordiska länderna.

## Födda
- Anton I av Portugal, kung av Portugal.
- Anna d'Este, politiskt aktiv fransk hertiginna.

## Avlidna
- 11 oktober – Huldrych Zwingli, schweizisk reformator.
- Louise av Savojen, fransk regent.
- Eva von Isenburg, nederländsk abbedissa.

### Fotnoter
1. ↑  Historiesajten - Gustav Vasa (läst 4 april 2011)